# Eurobowl 2010
Navigation
Édition précédente Édition suivante
L'Eurobowl 2010 est la 24e saison de l'European Football League.

## Clubs de l'édition 2010
| Club                               | Pays      | Saison 2009                                                    |
| ---------------------------------- | --------- | -------------------------------------------------------------- |
| Belgrade Blue Dragons (en)         | Serbie    | Vice-champion de Serbie Poule EFAF Cup                         |
| Berlin Adler                       | Allemagne | Champion d'Allemagne Poule EFL                                 |
| Black Panthers de Thonon-les-Bains | France    | Vice-champion de France Finaliste EFAF Cup                     |
| Danube Dragons                     | Autriche  | Demi-finaliste du championnat d'Autriche                       |
| Dracs de Badalona                  | Espagne   | Vice-champion d'Espagne Poule EFAF Cup                         |
| Firebats de Valence                | Espagne   | Champion d'Espagne Poule EFL                                   |
| Flash de La Courneuve              | France    | Champion de France Finaliste EFL                               |
| Giants de Bolzano                  | Italie    | Champion d'Italie Poule EFL                                    |
| Giants de Graz                     | Autriche  | Vice-champion d'Autriche Demi-finaliste EFL                    |
| Lions de Bergame                   | Italie    | Demi-finaliste du championnat d'Italie Poule EFL               |
| Mean Machines de Stockholm         | Suède     | Champion de Suède Poule EFL                                    |
| Prague Panthers (en)               | Tchéquie  | Champion de République tchèque Vainqueur EFAF Cup              |
| Porvoo Butchers                    | Finlande  | Champion de Finlande Demi-finaliste EFL                        |
| Raiders du Tyrol                   | Autriche  | Demi-finaliste du championnat d'Autriche Vainqueur Eurobowl    |
| Templiers d'Élancourt              | France    | Demi-finaliste du championnat de France Quart de finaliste EFL |
| Vikings de Vienne                  | Autriche  | Champion d'Autriche Quart de finaliste EFL                     |

## Tour préliminaire
| Qualifié pour les quarts de finale |

| Club                  | Jour. | Vic. | Nuls | Déf. | Pts | Pts pour | Pts contre | Diff. |
| --------------------- | ----- | ---- | ---- | ---- | --- | -------- | ---------- | ----- |
| Firebats de Valence   | 2     | 1    | 0    | 1    | 3   | 57       | 45         | +12   |
| Templiers d'Élancourt | 2     | 1    | 0    | 1    | 3   | 47       | 38         | +9    |
| Lions de Bergame      | 2     | 1    | 0    | 1    | 3   | 30       | 51         | -21   |

- 3 avril 2010 :

Lions 27 - 22 Firebats
- 18 avril 2010 :

Templiers 29 - 3 Lions
- 2 mai 2010 :

Firebats 35 - 18 Templiers
| Club                       | Jour. | Vic. | Nuls | Déf. | Pts | Pts pour | Pts contre | Diff. |
| -------------------------- | ----- | ---- | ---- | ---- | --- | -------- | ---------- | ----- |
| Berlin Adler               | 2     | 2    | 0    | 0    | 6   | 75       | 39         | +36   |
| Prague Panthers (en)       | 1     | 0    | 0    | 1    | 0   | 30       | 40         | -10   |
| Mean Machines de Stockholm | 1     | 0    | 0    | 1    | 0   | 9        | 35         | -26   |

- 3 avril 2010 :

Panthers 30 - 40 Adler
- 17 avril 2010 :

Mean Machines - Panthers
- 1er mai 2010 :

Adler 35 - 9 Mean Machines
| Club                               | Jour. | Vic. | Nuls | Déf. | Pts | Pts pour | Pts contre | Diff. |
| ---------------------------------- | ----- | ---- | ---- | ---- | --- | -------- | ---------- | ----- |
| Danube Dragons                     | 2     | 2    | 0    | 0    | 6   | 123      | 21         | +102  |
| Black Panthers de Thonon-les-Bains | 2     | 1    | 0    | 1    | 3   | 76       | 50         | +26   |
| Belgrade Blue Dragons (en)         | 2     | 0    | 0    | 2    | 0   | 0        | 128        | -128  |

- 3 avril 2010 :

Black Panthers 55 - 0 Blue Dragons
- 17 avril 2010 :

Dragons 50 - 21 Black Panthers
- 1er mai 2010 :

Dragons 73 - 0 Blue Dragons
| Club              | Jour. | Vic. | Nuls | Déf. | Pts | Pts pour | Pts contre | Diff. |
| ----------------- | ----- | ---- | ---- | ---- | --- | -------- | ---------- | ----- |
| Vikings de Vienne | 2     | 2    | 0    | 0    | 6   | 59       | 0          | +59   |
| Dracs de Badalona | 2     | 1    | 0    | 1    | 3   | 30       | 36         | -6    |
| Giants de Bolzano | 2     | 0    | 0    | 2    | 0   | 12       | 65         | -53   |

- 3 avril 2010 :

Dracs 30 - 12 Giants
- 18 avril 2010 :

Giants 0 - 35 Vikings
- 2 mai 2010 :

Vikings 24 - 0 Dracs

## Phase finale
|  | Quarts de finale           | Quarts de finale           | Quarts de finale | Quarts de finale |                   |                   | Demi-finales | Demi-finales | Demi-finales | Demi-finales |  |  | Finale                                     | Finale                                     | Finale                                     | Finale                                     |
|  |                            |                            |                  |                  |                   |                   |              |              |              |              |  |  |                                            |                                            |                                            |                                            |
|  | 15 mai                     | 15 mai                     | 15 mai           | 15 mai           |                   |                   | 6 juin       | 6 juin       | 6 juin       | 6 juin       |  |  | Eurobowl XXIV 4 juillet Vienne, Hohe Warte | Eurobowl XXIV 4 juillet Vienne, Hohe Warte | Eurobowl XXIV 4 juillet Vienne, Hohe Warte | Eurobowl XXIV 4 juillet Vienne, Hohe Warte |
|  | 15 mai                     | 15 mai                     | 15 mai           | 15 mai           |                   |                   | 6 juin       | 6 juin       | 6 juin       | 6 juin       |  |  | Eurobowl XXIV 4 juillet Vienne, Hohe Warte | Eurobowl XXIV 4 juillet Vienne, Hohe Warte | Eurobowl XXIV 4 juillet Vienne, Hohe Warte | Eurobowl XXIV 4 juillet Vienne, Hohe Warte |
|  | Raiders du Tyrol           | Raiders du Tyrol           | 55               | 55               |                   |                   | 6 juin       | 6 juin       | 6 juin       | 6 juin       |  |  | Eurobowl XXIV 4 juillet Vienne, Hohe Warte | Eurobowl XXIV 4 juillet Vienne, Hohe Warte | Eurobowl XXIV 4 juillet Vienne, Hohe Warte | Eurobowl XXIV 4 juillet Vienne, Hohe Warte |
|  | Raiders du Tyrol           | Raiders du Tyrol           | 55               | 55               |                   |                   | 6 juin       | 6 juin       | 6 juin       | 6 juin       |  |  | Eurobowl XXIV 4 juillet Vienne, Hohe Warte | Eurobowl XXIV 4 juillet Vienne, Hohe Warte | Eurobowl XXIV 4 juillet Vienne, Hohe Warte | Eurobowl XXIV 4 juillet Vienne, Hohe Warte |
|  | Firebats de Valence        | Firebats de Valence        | 13               | 13               |                   |                   | 6 juin       | 6 juin       | 6 juin       | 6 juin       |  |  | Eurobowl XXIV 4 juillet Vienne, Hohe Warte | Eurobowl XXIV 4 juillet Vienne, Hohe Warte | Eurobowl XXIV 4 juillet Vienne, Hohe Warte | Eurobowl XXIV 4 juillet Vienne, Hohe Warte |
|  | Firebats de Valence        | Firebats de Valence        | 13               | 13               | Raiders du Tyrol  | Raiders du Tyrol  | 27           | 27           |              |              |  |  | Eurobowl XXIV 4 juillet Vienne, Hohe Warte | Eurobowl XXIV 4 juillet Vienne, Hohe Warte | Eurobowl XXIV 4 juillet Vienne, Hohe Warte | Eurobowl XXIV 4 juillet Vienne, Hohe Warte |
|  | 15 mai                     |                            |                  |                  | Raiders du Tyrol  | Raiders du Tyrol  | 27           | 27           |              |              |  |  | Eurobowl XXIV 4 juillet Vienne, Hohe Warte | Eurobowl XXIV 4 juillet Vienne, Hohe Warte | Eurobowl XXIV 4 juillet Vienne, Hohe Warte | Eurobowl XXIV 4 juillet Vienne, Hohe Warte |
|  |                            |                            | Berlin Adler     | Berlin Adler     | 29                | 29                |              |              |              |              |  |  | Eurobowl XXIV 4 juillet Vienne, Hohe Warte | Eurobowl XXIV 4 juillet Vienne, Hohe Warte | Eurobowl XXIV 4 juillet Vienne, Hohe Warte | Eurobowl XXIV 4 juillet Vienne, Hohe Warte |
|  | Porvoo Butchers            | Porvoo Butchers            | Berlin Adler     | Berlin Adler     | 29                | 29                | 16           | 16           |              |              |  |  | Eurobowl XXIV 4 juillet Vienne, Hohe Warte | Eurobowl XXIV 4 juillet Vienne, Hohe Warte | Eurobowl XXIV 4 juillet Vienne, Hohe Warte | Eurobowl XXIV 4 juillet Vienne, Hohe Warte |
|  | Porvoo Butchers            | Porvoo Butchers            | 6 juin           |                  |                   |                   | 16           | 16           |              |              |  |  | Eurobowl XXIV 4 juillet Vienne, Hohe Warte | Eurobowl XXIV 4 juillet Vienne, Hohe Warte | Eurobowl XXIV 4 juillet Vienne, Hohe Warte | Eurobowl XXIV 4 juillet Vienne, Hohe Warte |
|  | Berlin Adler               | Berlin Adler               | 47               | 47               |                   |                   |              |              |              |              |  |  | Eurobowl XXIV 4 juillet Vienne, Hohe Warte | Eurobowl XXIV 4 juillet Vienne, Hohe Warte | Eurobowl XXIV 4 juillet Vienne, Hohe Warte | Eurobowl XXIV 4 juillet Vienne, Hohe Warte |
|  | Berlin Adler               | Berlin Adler               | 47               | 47               | Vikings de Vienne | Vikings de Vienne | 31           | 31           |              |              |  |  |                                            |                                            |                                            |                                            |
|  | 15 mai                     |                            |                  |                  | Vikings de Vienne | Vikings de Vienne | 31           | 31           |              |              |  |  |                                            |                                            |                                            |                                            |
|  |                            |                            | Berlin Adler     | Berlin Adler     | 34                | 34                |              |              |              |              |  |  |                                            |                                            |                                            |                                            |
|  | Giants de Graz             | Giants de Graz             | Berlin Adler     | Berlin Adler     | 34                | 34                | 34           | 34           |              |              |  |  |                                            |                                            |                                            |                                            |
|  | Giants de Graz             | Giants de Graz             |                  |                  |                   |                   |              |              |              |              |  |  |                                            |                                            |                                            |                                            |
|  | Belgrade Blue Dragons (en) | Belgrade Blue Dragons (en) | 31               | 31               |                   |                   |              |              |              |              |  |  |                                            |                                            |                                            |                                            |
|  | Belgrade Blue Dragons (en) | Belgrade Blue Dragons (en) | 31               | 31               | Vikings de Vienne | Vikings de Vienne | 38           | 38           |              |              |  |  |                                            |                                            |                                            |                                            |
|  | 15 mai                     |                            |                  |                  | Vikings de Vienne | Vikings de Vienne | 38           | 38           |              |              |  |  |                                            |                                            |                                            |                                            |
|  |                            |                            | Giants de Graz   | Giants de Graz   | 22                | 22                |              |              |              |              |  |  |                                            |                                            |                                            |                                            |
|  | Flash de La Courneuve      | Flash de La Courneuve      | Giants de Graz   | Giants de Graz   | 22                | 22                | 7            | 7            |              |              |  |  |                                            |                                            |                                            |                                            |
|  | Flash de La Courneuve      | Flash de La Courneuve      |                  |                  |                   |                   |              | 7            |              |              |  |  |                                            |                                            |                                            |                                            |
|  | Vikings de Vienne          | Vikings de Vienne          | 44               | 44               |                   |                   |              |              |              |              |  |  |                                            |                                            |                                            |                                            |
|  | Vikings de Vienne          | Vikings de Vienne          | 44               | 44               |                   |                   |              |              |              |              |  |  |                                            |                                            |                                            |                                            |
|  |                            |                            |                  |                  |                   |                   |              |              |              |              |  |  |                                            |                                            |                                            |                                            |